# Amerigo Gomez
Amerigo Gomez (Buenos Aires, 24 ottobre 1915 – Firenze, 4 agosto 1964) è stato un giornalista, regista radiofonico e radiocronista. italiano.

## Biografia
Figlio di Antonio Gomez Farrugia e di Ada Serito, si laureò in lettere all’Università di Firenze, ebbe come compagno di corso il poeta Antonio Simon Mossa che fu suo amico e collaboratore. Nel 1940 partecipò ai Littoriali della Cultura e dell’Arte di Bologna nella categoria Teatro e poco dopo cominciò il suo mestiere di giornalista radiofonico presso la redazione EIAR di Firenze.
Nel 1944, durante l’occupazione nazifascista, mentre le avanguardie alleate stavano avanzando dalle colline a sud di Firenze per liberarla, con l’aiuto dell’amico Aldo Victor de Sanctis, dalla finestra di una pensione della centrale via de' Martelli, calò il microfono di un apparecchio di registrazione sonora costruito con mezzi di fortuna dallo stesso De Sanctis, e fino all'11 agosto registrò i suoni e i rumori della liberazione di Firenze dai nazifascisti da parte dalle truppe americane in quella che fu detta la Battaglia di Firenze. Da queste registrazioni furono successivamente ricavati trenta dischi (78 giri).
Nel decennale di questo storico avvenimento la Sede Radio Rai di Firenze, l’11 Agosto 1955, mandò in onda il Documentario radiofonico intitolato:  La liberazione dal nazifascismo; Voce narrante: Amerigo Gomez; personaggi: Amerigo Gomez, Victor de Sanctis. L'Istituto storico della Resistenza in Toscana ha realizzato un film basato sugli avvenimenti storici allora registrati.La vicenda è stata raccontata dalla Rai anche su Wikiradio dell’11 agosto 2017.
Nell'ottobre del 1944 Amerigo Gomez venne inviato come supervisore a Radio Sardegna di Cagliari, dove conobbe e divenne amico di Jader Jacobelli, che preparava e firmava i notiziari e Fred Buscaglione, incaricato delle rubriche musicali e culturali. Il 16 gennaio 1945 fu nominato direttore di Radio Sardegna quale successore di Mino Pezzi che andava al Giornale di Brescia. In questo periodo Amerigo Gomez, con l'aiuto di Antonio Simon Mossa suo ex compagno di università, aprì la redazione di Sassari di Radio Sardegna sistemandola provvisoriamente, ma in modo razionale e completo, nello studio dentistico di uno zio dello stesso Mossa.
Il 7 maggio 1945 alle ore 14,15 dai microfoni di Radio Sardegna Amerigo Gomez annunciò personalmente la fine della guerra precedendo l’emittente EIAR di Roma e precedendo anche la BBC che diramò l’annuncio solo venti minuti dopo. 
Terminata questa esperienza Gomez tornò alla Sede di Firenze per collaborare con Omero Cambi, il primo Caporedattore dei servizi giornalistici di Radio Firenze del dopoguerra. 
Amerigo Gomez fu anche ideatore e regista di programmi radiofonici di successo, come Cime conquistate messo in onda dal Programma nazionale Rai Radio nel 1955, con testi di Giuseppe Aldo Rossi, un documentario incentrato sulle più alte montagne del mondo, curato da Gastone Imbrighi, con regie di Amerigo Gomez e Umberto Benedetto: Tra le puntate, furono raccontate storie intorno al Monte Ararat, all'Aconcagua, al Ruwenzori, al Nanga Parbat, all'Everest.
Si ricordano inoltre le sue regie di lavori in prosa come:  lo sceneggiato radiofonico  La Spia, un adattamento radiofonico in tre puntate di Dante Raiteri tratto dall'omonimo romanzo di James Fenimore Cooper trasmesso nell'aprile del 1954;La radiocommedia di Giuseppe Negretti  Amore e gelosia , interpretata dalla Compagnia di prosa della Rai di Firenze, andato in onda su Rai 2 nel gennaio 1955; L’atto unico La scacchiera di fronte allo specchio, una fiaba di Massimo Bontempelli, interpretata dalla Compagnia di Prosa della Rai di Firenze e trasmessa il 16 ottobre 1956;l'atto unico Il salvataggio di Achille Campanile, Compagnia di Firenze della Rai, trasmesso il 26 novembre 1956; l'atto unico Buon Natale signor Giò! di Angelo Contino, interpretato dalla Compagnia di prosa di Firenze della Rai e trasmesso il 24 dicembre 1960.
Nella sua multiforme attività radiofonica fu anche radiocronista sportivo; come tale prese parte alla trasmissione Tutto il calcio minuto per minuto che fu inaugurata il 10 gennaio 1960 su Radio 1 - Rai . Il giorno dell’esordio Nicolò Carosio era a Milano per la radiocronaca di Milan-Juventus, Piero Pasini a Bologna per Bologna-Napoli, Amerigo Gomez a Firenze per Fiorentina-Sampdoria, a Roma Enrico Ameri per Roma-Vicenza mentre Genoa-Spal era affidata a Nico Sapio.
Morì a Firenze il 4 agosto 1964 in seguito a un intervento chirurgico che lo aveva privato dell'uso della voce.

## Prosa radiofonica Rai
- L'incredibile viaggio del signor Rikiki, originale radiofonico di Guasta e Cami, regia di Amerigo Gomez, trasmesso il 30 maggio 1953
- Il mercante e il contadino, commedia da La probità ricompensata di Francesco Soave, regia di Amerigo Gomez, trasmessa il 9 marzo 1955
- Festival, varietà di Mario Brancacci, realizzazione di Amerigo Gomez, trasmessa il 28 dicembre 1958.